# Pacific Rims nationalpark
Pacific Rims nationalpark är en nationalpark belägen på Vancouver Island i västra British Columbia, Kanada, bildad 1970. Förutom skyddsvärda stränder och marina områden finns i parken tempererad regnskog. 

## Geografi
Pacific Rims nationalpark är delad i tre geografiska huvudområden, Long Beach och West Coast Trail som ligger längs Vancouver Islands västra kust och Broken Group Islands, en samling av över hundra små öar i sundet Barkley Sound. Long Beach, som är en 16 kilometer lång strand vid Wickaninnish Bay, är parkens mest besökta turistmål. Vandringsleden West Coast Trail går i varierad natur, både längs stränder och genom skogsområden, och passerar såväl klippor som vattenfall och grottor. Totalt finns 75 kilometer vandringsbar led.

## Klimat
Närheten till Stilla havet och bergen öster om parken gör att klimatet präglas av regn och dimma. Sommaren är torrare än resten av året, dock bildas dimma ofta även under sommaren på grund av att fuktig luft kommer in från havet. Dessa fuktiga förhållanden är förutsättningar för områdets tempererade regnskog.